# Belmont-Luthézieu
Belmont-Luthézieu era una comuna francesa que estaba situada en el departamento de Ain, de la región de Auvernia-Ródano-Alpes, que el 1 de enero de 2019 pasó a formar parte de la comuna nueva de Valromey-sur-Séran como comuna delegada.

## Geografía
Está ubicada en el sureste del departamento, a 14 km al norte de Belley.

## Historia
Fue creada en 1974 con la unión de las comunas de Belmont y Luthézieu.

## Demografía
| Gráfica de evolución demográfica de Belmont-Luthézieu entre 1975 y 2018 |
|                                                                         |

Los datos demográficos contemplados en este gráfico de la comuna de Belmont-Luthézieu se han cogido de 1800 a 1999 de la página francesa EHESS/Cassini, y los demás datos de la página del INSEE.